# Свистунове
Свисту́нове — село в Україні, Криворізькому районі Дніпропетровської області.
Входить до складу Гречаноподівської сільської громади. Населення — 297 мешканців.
Уродженцем села є Бакал Анатолій Іванович — сержант Збройних сил України, учасник російсько-української війни.

## Географія
Село Свистунове знаходиться на відстані 1,5 км від села Миролюбівка та за 3 км від села Гречані Поди. Навколо села кілька іригаційних каналів.

## Назва
Назване на честь Петра Семеновича Свистунова, сенатора Російської імперії, Бєлгородського губернатора та правителя Курського намісництва.

## Населення

### Мова
Розподіл населення за рідною мовою за даними перепису 2001 року:
| Мова       | Кількість | Відсоток |
| ---------- | --------- | -------- |
| українська | 278       | 93.60%   |
| російська  | 16        | 5.39%    |
| білоруська | 3         | 1.01%    |
| Усього     | 297       | 100%     |

## Інтернет-посилання
- Погода в селі Свистунове [Архівовано 20 грудня 2011 у Wayback Machine.]

1. ↑  Сергій Волинець. Telegram. Процитовано 6 червня 2025.
2. ↑  Рідні мови в об'єднаних територіальних громадах України — Український центр суспільних даних